# Gerrit Schulte
Gerardus Bernardus Maria „Gerrit“ Schulte (* 7. Januar 1916 in Amsterdam; † 26. Februar 1992 in ’s-Hertogenbosch) war ein niederländischer Profiradrennfahrer. Er war vor und nach dem Zweiten Weltkrieg einer der populärsten Radsportler seines Landes.

## Familie und Jugend
Gerrit Schulte wurde in Amsterdam als Sohn des Schneiders Henricus Johannes Josephus Schulte und von dessen Frau Margaretha Elisabeth Schouten in ärmliche Verhältnisse geboren.
In seiner Jugend war Schulte ein „brutale, onhandelbare Amsterdamse straatjongen“ („ein gewalttätiger, widerspenstiger Amsterdamer Straßenjunge“). Nach der Schule war er in wechselnden Anstellungen als Hilfsarbeiter tätig, wurde jedoch meistens nach kurzer Zeit gekündigt. Er arbeitete jedoch gerne als Auslieferer für einen Metzger, da er dabei mit dem Fahrrad unterwegs war. Als Mitglied des Fahrradvereins ARC Ulysses verhielt er sich anfangs so unangenehm, dass er sogar eine Zeitlang suspendiert wurde. Sein Talent war jedoch unübersehbar.

## Sportliche Laufbahn
Gerrit Schulte war als Rennfahrer von 1935 bis 1960 aktiv. 1935 gewann er sein erstes Rennen für Amateure, die Zeeuwse jaarbeursronde in Middelburg, sein erster internationaler Start folgte im Jahr darauf beim Prix d'Europe in de Jardin des Tuileries. 1936 vertrat er die Niederlande bei den Olympischen Sommerspielen in Berlin, konnte jedoch das olympische Straßenrennen nicht beenden. Die niederländische Mannschaft kam nicht in die Mannschaftswertung.
Im Anschluss an die Spiele zog Schulte die Aufmerksamkeit des Kaufmanns Jan van der Kleij aus Den Bosch (’s-Hertogenbosch) auf sich. Dieser kümmerte sich fortan um Schulte, der in der Folge ruhiger und disziplinierter wurde. 1938 heiratete er van der Kleijs’ Tochter Katharina Petronella Maria (1920–2011), genannt „Toos“, und zog nach Den Bosch. Das Ehepaar bekam zwei Söhne und eine Tochter.
1937 erhielt Schulte seinen ersten Vertrag als Profi beim französischen Rennstall Dilecta-Wolber. Seinen ersten Profi-Start hatte er beim Grand Prix des Nations, wo er Platz vier belegte. 1938 startete er bei der Tour de France, gewann die dritte Etappe, gab aber nach acht Tagen auf und beschloss, nie wieder bei der Tour zu starten. Außerdem hatte er eine Geldstrafe – eine von vielen weiteren in seiner Karriere – zahlen müssen, weil er einen Konkurrenten geschlagen hatte, weshalb seine Teilnahme an der Tour sich nicht finanziell auszahlte. Er entschied, künftig nur noch solche Rennen zu fahren, bei denen ihm schon das Startgeld ein gutes Auskommen bescherte. 1941 wurde Schulte für ein Jahr gesperrt: Er hatte bei einem Viertagerennen in Antwerpen, das er gewonnen hatte, einen Kommissär niedergeboxt, der eine Strafrunde gegen ihn verhängt hatte. Bis 1944 startete er bei Rennen im deutsch besetzten Westeuropa; da er wie die meisten Rennfahrer Radsport betrieb, um der Armut zu entkommen, war für ihn allein der finanzielle Aspekt ausschlaggebend. Später gab er vor, nicht gewusst zu haben, was in Deutschland vor sich ging.
Im selben Jahr sah ihn der französische Journalist Gaston Bénac bei dem Rennen Antwerpen-Gent-Antwerpen, der ihn als „fou pédalant“ (radelnder Narr) beschrieb, da sein Fahrstil kämpferisch und stetig auf Angriff ausgerichtet war, ihm es aber an Sinn für Taktik und Strategie fehlte. Dabei vergeudete er oft seine Kräfte, weshalb er niemals ein wirklich großes Rennen gewann. In den Niederlanden wurde er wegen seiner kräftigen großen Statur auch De Bossche Reus (Riese aus Den Bosch) genannt.
Seinen größten Erfolg feierte Schulte 1948, als er in Amsterdam Weltmeister in der Einerverfolgung auf der Bahn wurde und dabei im Finale den favorisierten Fausto Coppi schlug. Zuvor hatte er im Verfolgungsturnier Willy Kemp, Kay Werner Nielsen und Hugo Koblet bezwungen. 1947 unterlag er im Kampf um die Bronzemedaille gegen Hugo Koblet.
Bei den UCI-Straßen-Weltmeisterschaften 1946 belegte er Rang fünf im Straßenrennen, ebenso 1949; 1950 wurde er Vierter. 1956 schaffte er es auf das Podium und errang die Bronzemedaille im Straßenrennen, zeitgleich hinter den beiden Belgiern Rik Van Steenbergen und Rik Van Looy.
Neunmal wurde Schulte niederländischer Meister in der Einerverfolgung und dreimal nationaler Straßenmeister. Er startete zudem bei insgesamt 73 Sechstagerennen, von denen er 19 gewann, die meisten davon gemeinsam mit Gerrit Boeijen, mit dem er sich 1949 zerstritt, und anschließend mit Gerard „Gerrit“ Peters. Insgesamt errang er 100 Siege auf der Straße und 200 auf der Bahn. Er beschloss seine Radsportlaufbahn im Alter von 44 Jahren mit einem Sieg beim Sechstagerennen von Antwerpen im Jahre 1960.

## Nach dem Radsport
Schon 1948 hatte Schulte daran gedacht, seine Radsportlaufbahn zu beenden. Als er 1951 das Restaurant De Vliert im Fußballstadion von Den Bosch übernahm, wollte er erneut aufhören, überlegte es sich jedoch auf Drängen seiner Frau anders, die ihm die Arbeit im Restaurant weitmöglichst aus der Hand nahm. Mehrere Versuche, als Funktionär tätig zu werden, misslangen: So war er 1964 Leiter der niederländischen Mannschaft bei der Tour de l’Avenir, jedoch beklagten sich die Fahrer beim niederländischen Radsportverband Koninklijke Nederlandsche Wielren Unie (KNWU) über seine Schimpftiraden. 1972 zog er sich aus dem Restaurantbetrieb zurück und widmete sich vorrangig seinen Hobbys, dem Angeln, der Jagd und der Taubenzucht. 1992 erlitt er in seinem Garten einen Herzanfall, an dem er starb.
1960 wurde Schulte als Ritter des Ordens von Oranien-Nassau ausgezeichnet und von seinem Wohnort Den Bosch mit dem „Ehrenpfennig in Silber“ geehrt.
Obwohl Gerrit Schulte für seinen aufbrausenden und herrischen Charakter bekannt war, wurde er als verlässliche Führungsfigur (wielergeneraal) respektiert. Für viele war er ein Vorbild an Leidenschaft und Kampfeslust.

## Gerrit Schulte Trofee
Seit 1955 wird dem besten niederländischen Profiradrennfahrer des Jahres die Gerrit Schulte Trofee zuerkannt. Er selbst erhielt sie 1958. Bis zu Schultes Tod wurde diese Trophäe in dessen Restaurant De Vliert im Fußballstadion von Den Bosch übergeben.

## Erfolge

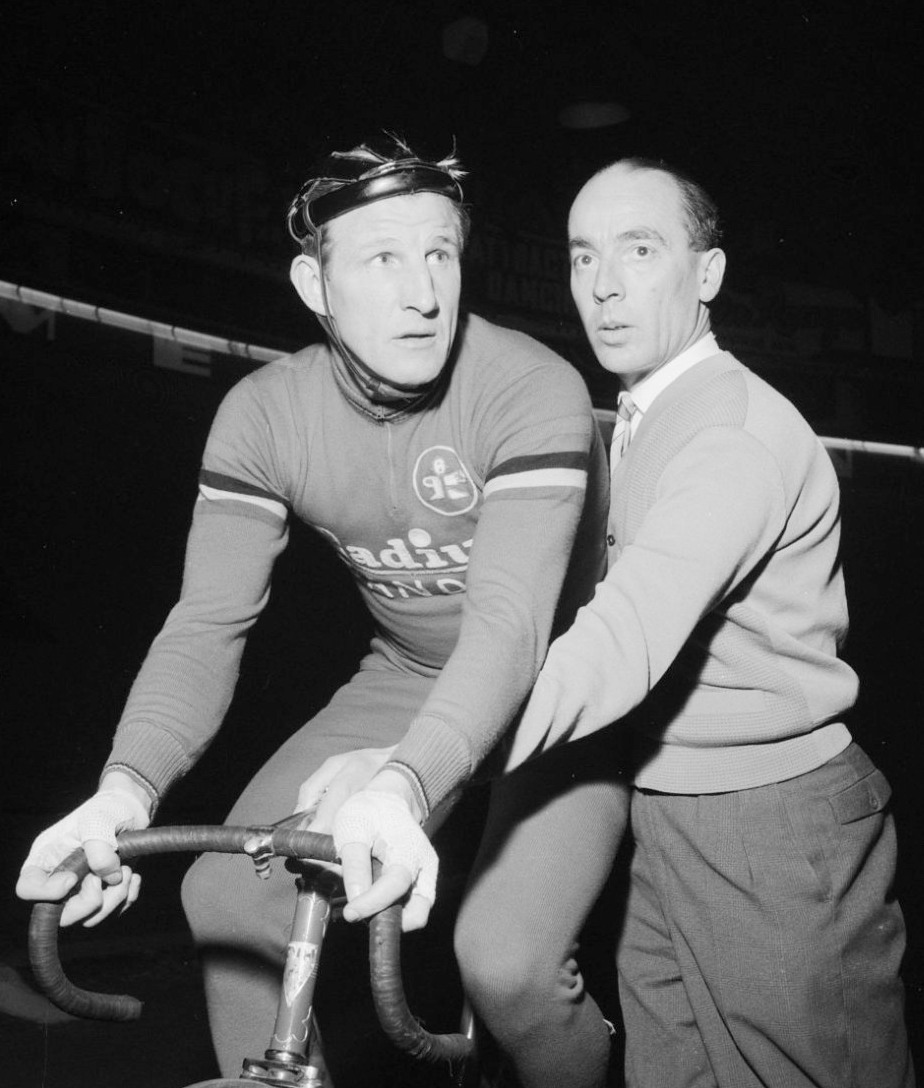
Schulte bei seinem letzten Sechstagerennen in Antwerpen

| 1940 - Sechstagerennen von Antwerpen (mit Gerrit Boeijen) - Niederländischer Meister – Einerverfolgung 1942 - Niederländischer Meister – Einerverfolgung 1943 - Niederländischer Meister – Einerverfolgung 1944 - Niederländischer Meister – Einerverfolgung 1945 - Niederländischer Meister – Einerverfolgung 1946 - Sechstagerennen von Paris (mit Gerrit Boeijen) 1947 - Sechstagerennen von Gent (mit Gerrit Boeijen) - Sechstagerennen von Brüssel (mit Gerrit Boeijen) - Niederländischer Meister – Einerverfolgung 1948 - Weltmeister – Einerverfolgung - Niederländischer Meister – Einerverfolgung 1949 - – Zweier-Mannschaftsfahren (mit Gerrit Boeijen) 1950 - Niederländischer Meister – Einerverfolgung 1951 - Niederländischer Meister – Einerverfolgung 1953 - Sechstagerennen von Paris (mit Gerrit Peters) 1954 - Berliner Sechstagerennen (mit Gerrit Peters) - Sechstagerennen von Antwerpen (mit Gerrit Peters) 1955 - Sechstagerennen von Münster (mit Gerrit Peters) | 1938 - eine Etappe Tour de France - Critérium des As 1939 - zwei Etappen Großdeutschlandfahrt - Acht van Chaam 1944 - Niederländischer Meister – Straßenrennen 1947 - Grote Prijs Stad Sint-Niklaas 1948 - Niederländischer Meister – Straßenrennen 1949 - Gesamtwertung und eine Etappe Niederlande-Rundfahrt 1950 - Niederländischer Meister – Straßenrennen 1951 - zwei Etappen Niederlande-Rundfahrt 1953 - Niederländischer Meister – Straßenrennen 1954 - eine Etappe Niederlande-Rundfahrt |